# Žahour (pokrm)
Žahour je omáčka z rozvařeného ovoce, cukru a smetany. Nejčastěji se k přípravě tohoto pokrmu používají borůvky., ale existuje také verze z jahod či švestek. Podává se k různým druhům knedlíků, lívancům a vdolkům. Ve středověku šlo v českých zemích o typické jídlo německého etnika.
Podle Václava Machka může tento jihočeský výraz být obměnou slova žúr „kyselo“. Marie Úlehlová-Tilschová nejspíše mylně uváděla že pokrm je pojmenován po vymřelém rodu Žahourů z Jindřichova Hradce.
Omáčka z borůvek může být nazývána také švanda nebo jihočeským kahuda, což je slovo které může označovat také kaši z brusinek.